# Nancy Fraser

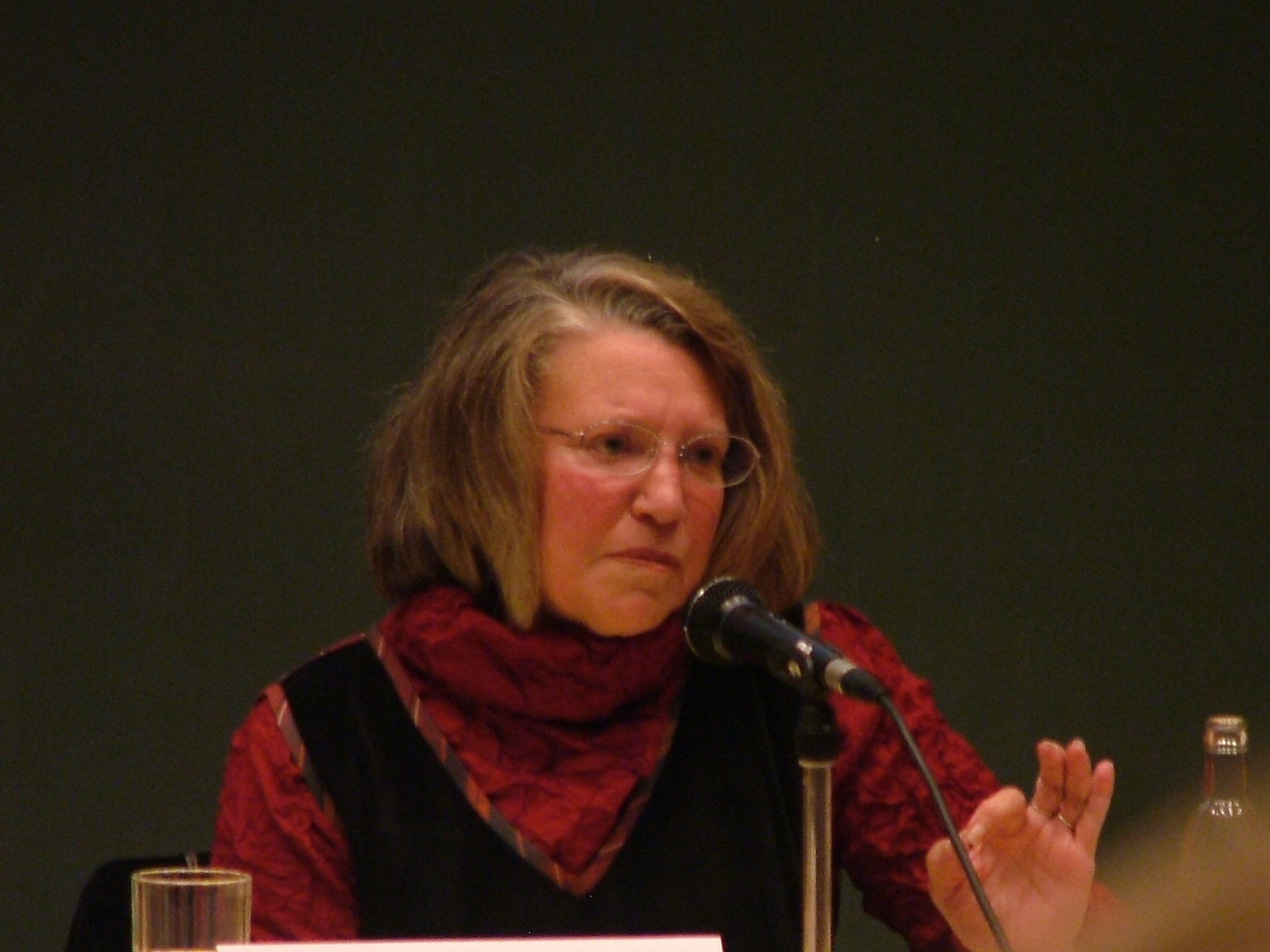
Nancy Fraser

Nancy Fraser (n. 20 mai 1947) este profesoară de științe politice și filosofie la New School for Social Research din New York. Titlul doctoral i-a fost acordat de CUNY Graduate Center și a predat la departamentul de filosofie al Universității Northwestern timp de mulți ani înainte să se mute la New School. Nancy Fraser este membră fondatoare a revistei Constellations, publicație internațională despre teorii critice și democratice, unde încă activează ca membră a consiliului editorial.

## Teorie
Nancy Fraser este o teoreticiană feministă ce are în vedere conceptul de dreptate socială. Argumentul său este faptul că dreptatea este un concept complex care cuprinde două variabile: redistribuția resurselor și recunoașterea diferențelor dintre grupurile din societate.
Nancy Fraser folosește termenii de recunoaștere și redistribuție cu două sensuri, unul politic și unul filosofic. Cel politic reprezintă cereri ale societății civile sau ale actorilor politici în spațiul public, iar cel filosofic descrie paradigme normative create de diverși politologi sau filosofi.
Termenul de redistribuție își are originea în tradiția liberală a secolului XX când teoreticieni precum John Rawls sau Ronald Dworkin au încercat să elaboreze principii noi ale dreptății pentru a justifica redistribuția socio-economica al cărei scop era să unească conceptele de  libertate individuală cu cel de egalitate propus de social-democrație. 
Termenul de recunoaștere vine pe filieră hegeliană și presupune să-l consideri pe celălalt egal, dar în același timp diferit de sine și astfel relațiile sociale devin mai presus decât individul, iar intersubiectivitatea primează subiectivității . 
Cei doi termeni sunt antagonici astfel că susținătorii sunt în dezbateri permanente. Liberalii, cei care propun dreptatea distributivă, consideră că politicile de recunoaștere sunt centrate prea mult pe comunitate, în timp ce teoreticienii recunoașterii acuză teoria distribuției ca fiind prea individualistă și consumeristă .
Există patru elemente diferite între cele două paradigme, cea redistributiva și cea a recunoașterii . În primul rând, cele două au concepții diferite despre nedreptate. Paradigma redistribuției consideră că nedreptatea are cauze socio-economice, iar cauza se află în structura de bază a economiei societății. La polul opus, paradigma recunoașterii găsește vinovate structurile sociale care influențează cultura (reprezentare, interpretare, comunicare) pentru inechitățile dintre indivizi. În al doilea rând, cele două au soluții diferite pentru rezolvarea nedreptăților. În cadrul paradigmei redistributive soluția este restructurarea sistemului economic ceea ce presupune intervenție masivă pentru redistribuție în toate sectoarele societății. Paradigma recunoașterii propune schimbări culturale sau simbolice masive, adică acceptarea diversității și schimbarea concepției despre grupurile stigmatizate. A treia diferență dintre cele două paradigme este reprezentată de grupurile care suferă nedreptăți. Paradigma redistributivă susține că anumite clase definite economic sau prin relația lor cu piața sunt supuse nedreptăților, în timp ce în paradigma recunoașterii, cei care suferă sunt anumite grupuri care au parte de mai puțin respect, stimă sau prestigiu, cu un statut neapreciat. Desigur, cazurile se pot extinde în ambele paradigme la imigranți și femei, respectiv gay și lesbiene, aceste grupuri nefăcând parte din nicio categorie menționată mai sus. A patra diferență este faptul că cele două paradigme privesc diferit diferențele dintre grupuri. Din perspectiva redistribuției ar trebui să diminuăm diferențele (cauzate de nedreptăți politico-economice) dintre grupuri și nu să le recunoaștem. Paradigma recunoașterii are două abordări referitoare la acest subiect. Una este că diferențele sunt benefice, iar variațiile culturale s-ar transformat în ierarhii ale valorilor. Cealaltă susține că diferențele nu pre-există, ci sunt construite. Nancy Fraser consideră că nu se poate diferenția strict între cele două direcții de acțiune. De asemenea, autoarea demonstrează că grupurile sunt vulnerabile din ambele cauze: dezechilibre economice, dar și neacceptarea lor ca și diferite, deci este nevoie de politici din ambele sfere.
Pornind de la asumpția că „remediul nedreptății reprezintă eliminarea impedimentelor către paritate participativă” , Nancy Fraser pledează pentru o metodă de a îmbina cele două tipuri de politici.
În primă instanță, remediul pentru distribuția ineficientă este eliminarea tuturor impedimentelor economice prin redistribuție ceea ce presupune restructurare economică pentru a asigura condiții obiective în fața cărora toți indivizii sunt egali. În același timp, soluția pentru nerecunoașterea diferențelor este eliminarea impedimentelor culturale prin recunoaștera acestora ceea ce presupune politici ce suplinesc intersubiectivitatea dintre indivizi. Astfel, pentru a elimina marginalizarea sau excluziunea politică, trebuie eliminate impedimentele de natură politică prin democratizare .
Cele două direcții de acțiune, redistribuția și recunoașterea, sunt îmbinate prin două strategii: afirmarea și transformarea. Distincția dintre cele două constă, pe de o parte, în structurile sociale pe care acestea le au la bază, iar pe de altă parte în efectele sociale pe care le generează. Strategiile afirmative au ca scop corectarea efectelor produse de aranjamentele sociale fără a schimba structurile sociale ce au generat acele efecte, în timp ce strategiile transformative doresc restructurarea cadrului generativ pentru corectarea efectelor ce determină nedreptăți sociale.
Deși diferite, cele două direcții se pot intersecta întrucât distincția dintre ele este contextuală. Reformele care par a avea caracter afirmativ, pot avea efecte de transformare în anumite contexte . Astfel, soluția alternativă este reprezentată de reformele „non-reformiste”. Acestea reprezintă politici cu două direcții: pe de o parte, angrenează identitățile persoanelor și satisfac nevoi interpretate prin abordări de tip redistributiv sau de recunoaștere; pe de altă parte, ele pun în mișcare schimbări care transformă reformele radicale în unele practicabile în timp. Când au succes, reformele non-reformiste produc schimbări în mai multe planuri, nu doar la nivelul instituțional pe care și l-au propus inițial, transformând terenul pe care viitoarele dezbateri vor avea loc. Scopul acestor noi tipuri de reforme este îmbinarea modului practic al abordării afirmative cu schimbările radicale ale abordării transformative, ceea ce atacă nedreptatea încă de la începuturile ei.

## Publicații
Cărți
•	Unruly Practices: Power, Discourse, and Gender in Contemporary Social Theory (1989)
•	Justice Interruptus: Critical Reflections on the "Postsocialist" Condition (1997)
•	The Radical Imagination: Between Redistribution and Recognition (2003)
•	Redistribution or Recognition? A Political-Philosophical Exchange (co-authored with Axel Honneth, 2003)
•	Scales of Justice: Reimagining Political Space in a Globalizing World (2008)
•	Fortunes of Feminism: From State-Managed Capitalism to Neoliberal Crisis (2013)
Cărți editate și alte contribuții
•	Revaluing French Feminism: Critical Essays on Difference, Agency, and Culture (co-editată cu Sandra Bartky, 1992)
•	Feminist Contentions: A Philosophical Exchange (cu Seyla Benhabib, Judith Butler, și Drucilla Cornell, 1994)
•	Adding Insult to Injury: Nancy Fraser Debates Her Critics (editată de Kevin Olson, 2008)
•	Politics of Culture and the Spirit of Critique: Dialogues (editată de Gabriel Rockhill și Alfredo Gomez-Muller, 2011)

## Link-uri
Meeting Einstein Nancy Fraser Arhivat în 16 martie 2016, la Wayback Machine.
The MIT Press Nancy Fraser
The New School for Social Research Arhivat în 1 septembrie 2009, la Wayback Machine.
Recognition, Redistribution, and Representation: Assesing the Transformative Potential of Reparations for the Indian Residential Schools Experience